# Corey Walden
Pour les articles homonymes, voir Walden.
Torrian Corey Walden, né le 5 août 1992 à Daytona Beach en Floride, est un joueur américain de basket-ball. Il évolue au poste d'arrière.

## Biographie

### Carrière universitaire
Walden commence sa carrière universitaire avec les Hatters de Stetson (en) où il est titulaire aux 24 matches qu'il dispute et termine avec des moyennes de 12,0 points, 3,3 rebonds, 3,3 passes décisives et 2,3 interceptions par match. Il reçoit le 2011 Atlantic Sun Conference All-Freshman Team honors. Pour la saison 2010-2011, il est transféré à l'Eastern Florida State mais il ne joue pas de la saison en raison d'une blessure.
Après cette saison, il est transféré à l'Eastern Kentucky (en) où il passe ses trois dernières années universitaires avec les Colonels. Lors du tournoi OVC 2014, il a des moyennes de 23,3 points, 3,7 interceptions où il tire à 66 % aux tirs et est nommé MVP.
Au début de sa dernière année, il joue au poste de meneur. Il termine la saison 2014-2015 avec des moyennes de 18,6 points, 4,0 rebonds, 3,8 passes décisives et 3,1 interceptions en 34,6 minutes par match. Il est nommé dans la Lou Henson All-America Team et le meilleur cinq All-Ohio Valley Conference.

### Carrière professionnelle
Non drafté en 2015, Walden participe à la Summer League 2015 de Las Vegas avec les Celtics de Boston. Il a des moyennes de 2,0 points, 2,5 rebonds, 2,5 passes décisives et 3,5 interceptions en 16,5 minutes par match.
Le 25 septembre 2015, il signe avec les Celtics de Boston.
Lors de la saison 2018-2019, Walden évolue avec l'Hapoël Holon en première division israélienne. Il est élu MVP de la saison régulière.
En juillet 2020, Walden rejoint l'Étoile rouge de Belgrade où il signe un contrat de deux ans.
Walden quitte l'Étoile rouge au bout d'une saison et rejoint le Bayern Munich pour deux saisons.

## Palmarès

### En club
- Champion de Belgique 2016-2017
- Vainqueur de la Coupe de Belgique 2017
- Vainqueur de la Coupe d'Israël 2018
- Vainqueur de la Coupe de Serbie 2020
- Champion de Serbie 2021
- Vainqueur de la Ligue adriatique 2021

### Distinctions personnelles
- A-Sun All-Freshmen Team (2011)
- OVC All-Newcomer Team (2013)
- OVC Tournament MVP (2014)
- Deux fois OVC Defensive Player of the Year (2014, 2015)
- First-team All-OVC (2015)
- MVP du championnat d'Israël 2018-2019

## Statistiques

### Universitaires
Les statistiques de Corey Walden en matchs universitaires sont les suivantes :
| Année     | Équipe           | Matches | Titul. | Min./m. | %tir | %3pts | %l-f | rbds/m. | pass/m. | int/m. | ctr/m. | pts/m. |
| --------- | ---------------- | ------- | ------ | ------- | ---- | ----- | ---- | ------- | ------- | ------ | ------ | ------ |
| 2010-2011 | Stetson          | 24      | 24     | 32,5    | 44,1 | 34,0  | 82,5 | 3,33    | 3,25    | 2,33   | 0,21   | 12,04  |
| 2012-2013 | Eastern Kentucky | 35      | 20     | 29,1    | 49,8 | 36,0  | 87,8 | 3,46    | 1,86    | 1,74   | 0,11   | 12,97  |
| 2013-2014 | Eastern Kentucky | 34      | 34     | 31,5    | 49,7 | 32,5  | 83,2 | 4,12    | 2,94    | 2,24   | 0,03   | 13,82  |
| 2014-2015 | Eastern Kentucky | 32      | 32     | 34,6    | 54,7 | 36,4  | 81,7 | 3,97    | 3,84    | 3,09   | 0,16   | 18,56  |
| Total     | Total            | 125     | 110    | 31,8    | 50,3 | 34,8  | 83,8 | 3,74    | 2,93    | 2,34   | 0,12   | 14,46  |